# Odorono
Pistes de The Who Sell Out
Mary-Anne with the Shaky Hand Tattoo
Odorono est une chanson du groupe britannique The Who, parue à la quatrième piste de l'album The Who Sell Out en 1967.

## Caractéristiques
Le titre Odorono est inspiré d'Odo-Ro-No, un déodorant pour femme. Sur la pochette de The Who Sell Out, Pete Townshend s'applique du déodorant d'un énorme tube d'« Odorono ».

Les paroles racontent la mésaventure d'une chanteuse, qui, après une représentation, retrouve un homme qui lui plaisait dans sa loge. Malheureusement, celui-ci, au moment de l'embrasser, prétexte un rendez-vous et s'éclipse. La chanson conclut : 
« Son déodorant l'a laissé tomber, elle aurait dû utiliser Odorono. »
La chanson, chantée par Townshend, a été enregistré aux IBC Studios de Londres, le 11 octobre 1967. La version mono ne comporte pas de guitare.
La fin d'Odorono présente un jingle pour la radio pirate Radio London.